# دون ماكجيل
دون ماكجيل (بالإنجليزية: Don McGill)‏ هو منتج أفلام وكاتب سيناريو ومنتج تلفزيوني أمريكي، ولد في 18 أبريل 1963.

## وصلات خارجية
- دون ماكجيل على موقع IMDb (الإنجليزية)
- دون ماكجيل على موقع ألو سيني (الفرنسية)
- دون ماكجيل على موقع قاعدة بيانات الفيلم (الإنجليزية)
- دون ماكجيل على موقع كينوبويسك (الروسية)